# Jan Tęsiorowski
Jan Tęsiorowski (ur. w 1913) – polski lekkoatleta, specjalizujący się w biegach sprinterskich; absolwent Gimnazjum im. A. Asnyka w Kaliszu (1934), prawdopodobnie krewny Jerzego Tęsiorowskiego, oficera Kedywu Armii Krajowej. 

## Osiągnięcia
- Mistrzostwa Polski seniorów w lekkoatletyce (3 medale)[4]
  - Białystok 1935 – złoty medal w biegu na 100 m
  - Chorzów 1937 – złoty medal w sztafecie 4 × 100 m
  - Warszawa 1938 – srebrny medal w sztafecie 4 × 100 m

- Halowe mistrzostwa Polski seniorów w lekkoatletyce (2 medale)[5]
  - Przemyśl 1935 – srebrny medal w skoku w dal z miejsca
  - Przemyśl 1939 – srebrny medal w sztafecie 6 × 50 m

- Reprezentant Polski w meczach międzynarodowych[6]
  - Belgia – Polska, Bruksela 1935 (bieg na 100 m i sztafeta 400–300–200–100 m )
  - Polska – Litwa, Warszawa 1939 (bieg na 100 m i sztafeta 4 × 100 m)